# هانا سيمون
هانا سيمون (بالإنجليزية: Hannah Simone)‏ هي عارضة وممثلة كندية وبريطانية، ولدت في 3 أغسطس 1980 بلندن في المملكة المتحدة.

## أعمال

### مسلسلات
- الفتاة الجديدة

## وصلات خارجية
- هانا سيمون على موقع IMDb (الإنجليزية)
- هانا سيمون على موقع ألو سيني (الفرنسية)
- هانا سيمون على موقع ميوزك برينز (الإنجليزية)
- هانا سيمون على موقع أول موفي (الإنجليزية)
- هانا سيمون على موقع قاعدة بيانات الفيلم (الإنجليزية)
- هانا سيمون على موقع كينوبويسك (الروسية)